# Meerwein-Ponndorf-Verley-Reduktion
Unter der Meerwein-Ponndorf-Verley-Reduktion versteht man die Reduktion von Aldehyden und Ketonen zu Alkoholen mit Aluminiumisopropanolat in Isopropanol als Lösungsmittel. Die Reaktion ist eine Gleichgewichtsreaktion, deren Rückreaktion auch als Oppenauer-Oxidation bekannt ist. Die Reaktion findet unter sehr milden Bedingungen und selektiv an Carbonylgruppen statt. Leicht enolisierbare Aldehyde und Ketone, β-Ketoester und β-Diketone lassen sich nicht mit der Meerwein-Ponndorf-Verley-Reduktion reduzieren. Die Reaktion ist nach ihren Entdeckern Hans Meerwein, Wolfgang Ponndorf und Albert Verley benannt.

## Mechanismus
Die Carbonylverbindung 2 reagiert mit Aluminiumisopropanolat 1 über einen cyclischen, sechsgliedrigen Übergangszustand 3. Das Aluminium wirkt dabei als Lewis-Säure, wodurch die Komplexierung des Carbonylsauerstoffs erfolgt, was die für die Reduktion notwendige Hydridübertragung erleichtert. Unter Abspaltung von Aceton 4 entsteht das als Intermediat gebildete Aluminiumalkoholat 5. Dieses reagiert mit dem Lösungsmittel (Isopropanol) 6 unter Rückbildung des Aluminiumisopropanolats 1, welches somit als Katalysator wirkt, zu dem entsprechenden Alkohol 7.
Das Gleichgewicht dieser Reaktion wird durch Abdestillieren des entstandenen Acetons 4 auf die rechte Seite verschoben. Die Umkehrung der Meerwein-Ponndorf-Verley-Reduktion ist die Oppenauer-Oxidation, welche allerdings nur geringe präparative Bedeutung besitzt.